# Doppelherrschaft
Die Doppelherrschaft (auch Biarchie oder Diarchie, veraltet Dyarchie) ist eine Form der Herrschaft. Sie liegt vor, wenn eine Institution bzw. Organisation zwei gleichberechtigte Führungspersönlichkeiten hat, die ebenbürtig häufig unterschiedliche, je nach Stärken und Kontext, aber komplementäre Verantwortungsbereiche wahrnehmen. Die Doppelherrschaft ist die Verflechtung zweier miteinander verbundener, voneinander abhängiger, aber auch institutionell einander widerstrebender Gewalten.

## Formen

### Konstitutionelle Doppelherrschaft
Beispiele sind in der Antike das Doppelkönigtum der vereinigten Römer und Sabiner, ebenso das je erbliche Doppelkönigtum zweier Königshäuser in Sparta. Ein Beispiel in der Gegenwart ist das Fürstentum Andorra, eine parlamentarische Monarchie, die zwei Wahlmonarchen an der Spitze hat: den französischen Staatspräsidenten (Frankreich als Rechtsnachfolger der Grafen von Foix), gewählt vom französischen Volk, und den spanischen Bischof von Urgell, ernannt vom Papst. Ein weiteres Beispiel ist Nordirland, wo First Minister und Deputy First Minister gemeinsam der Regionalregierung vorstehen.
Das Fürstentum Salm (ca. 1802–1810) war eine Realunion des Fürstentums Salm-Salm und des Fürstentums Salm-Kyrburg, in Doppelherrschaft regiert von dem Fürsten zu Salm-Salm und dem Fürsten zu Salm-Kyrburg. Da Letzterer seinerzeit aber noch nicht volljährig war, fungierten sein Onkel und seine Tante als Regenten.
Das historische Barotseland im heutigen Sambia hatte traditionell einen weiblichen und einen männlichen Stammesmonarchen an der Spitze.
Auch bei Republiken kommen Doppelspitzen vor: zwei Sufeten im antiken Karthago, zwei Konsuln im antiken Römischen Reich (Kollegialität), zwei Capitani Reggenti im heutigen San Marino.
Auch die Stadtdirektoren einiger norddeutscher Bundesländer sind ein kommunalrechtliches Beispiel.
Neben regulären, fest etablierten Doppelherrschaften gab es in verschiedenen Staaten auch immer wieder temporäre Doppelherrschaften, nach deren Ende wieder nur ein Herrscher regierte. Beispiele sind die Doppelherrschaft der römischen Kaiser Marc Aurel und Lucius Verus von 161 bis 169 und von Peter I. und seinem Bruder Iwan V. in Russland von 1682 bis 1696. In Dänemark herrschte um 1600 eine Doppelherrschaft zwischen König und Reichsrat, in der sich die Machtverhältnisse je nach Persönlichkeit des Königs verschoben.
In der Regel dominierte in solchen temporären Doppelherrschaften allerdings trotz nomineller Gleichrangigkeit ein Partner den anderen eindeutig.

### Nichtkonstitutionelle Doppelherrschaft
Die Doppelherrschaft im Wortgebrauch der Revolutionstheorie von Crane Brinton meint hingegen keine legitime Dyarchie, sondern das faktische Nebeneinander zweier einander sich bekämpfender Herrschaftszentren, deren eines mehr oder weniger legal, deren anderes revolutionär oder putschistisch ist.
So gab es im Russischen Reich vom Februar (Februarrevolution 1917) bis Oktober 1917 (Oktoberrevolution) eine Doppelherrschaft des Petrograder Sowjets und der „Provisorischen Regierung“ unter Alexander Kerenski, wobei ab Juni statt des Sowjets das Allrussische Zentrale Exekutivkomitee diese Rolle übernahm. Im Artikel Putinismus wird die Phase von 2008 bis 2012 als Doppelherrschaft bezeichnet.
Ebenso existierte in Äthiopien vom April bis zum September 1974 eine Doppelherrschaft eines revolutionären Militärrats (die dann im September 1974 den Derg bildeten) und des an Macht verlierenden Kaisers Haile Selassie.

### Doppelherrschaftskonstellationen im privaten und privatwirtschaftlichen Bereich
Im deutschen Wirtschaftsleben sind zwei gleichberechtigte Vorstandsmitglieder als Form des Vier-Augen-Prinzips nicht unüblich (besonders häufig in der Offenen Handelsgesellschaft) – dort auch mehrköpfige Herrschaftsformen. Auch die sog. Tarifhoheit wird von zwei kollektiven Akteuren ausgeübt, die sogar Konfliktgegner sind: Arbeitgeberverbände und Gewerkschaften üben sie gemeinsam aus.
Sieht man die (eheliche) Kernfamilie unter Herrschaftsaspekten, so sind nach deutschem Familienrecht Vater und Mutter gleichberechtigt, etwa zur Erziehung ihrer Kinder.